# Magyarországi örmények

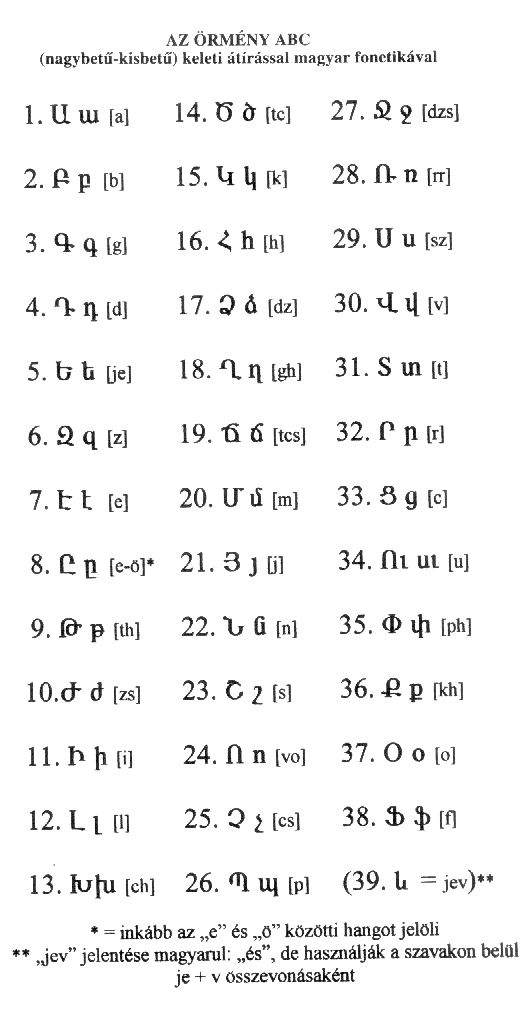
Az örmény ábécé

Az örmény–magyar sorsközösségről így ír Szongott Kristóf, neves armenológus: „Példát adtam nektek, hogy a mit én is tettem, úgy cselekedjetek ti is. Én megtanultam a hazai nyelvet – tanuljátok meg ti is. Én mindig a haza érdekeit szolgáltam – ezt tegyétek ti is.”
Az örmények számtalan történeti példát tudnak felsorolni, hogy mikor vállaltak sorsközösséget velünk és miben gazdagították a magyar kultúrát. A magyar–örmény „egymásratalálást” szerencsére az azóta eltelt viharos esztendők sem bontották meg.

## Az örmény nyelv
Az örmény nyelv az indoeurópai nyelvcsalád tagja. Közeli rokon nyelve nincs. 38 fonémája (megkülönböztetett hangja) van, amelyből csak öt a magánhangzó (a, e, i, o, u), a többi mássalhangzó. Saját ábécéjét Kr. u. 406-ban alkotta meg Meszrop Mastoc szerzetes, ezt az ábécét használják mindmáig, szinte változtatás nélkül. Az örmény nyelvben két nagy nyelvjárás az uralkodó: a keleti és nyugati örmény.
- A keletit a volt Szovjetunió, Irán és India területén beszélik – ez az anyaország nyelve is.
- A történelmi Armenia nyugati részén élők, s a keresztény vallásuk miatti állandó üldöztetés hatására elmenekültek – tehát a diaszpóra – nyelve a nyugati örmény.

Örmény eredetű magyar szavaink:
dr. Issekutz Sarolta: A 300 éves örmény szertartású rk. egyház és közösségei Magyarhonban régen és ma, 2000. Budapest:
- szeretet (szer szóból)
- árok (aru szóból)
- árad (arad szóból)
- sír (sirim szóból)
- zeng (zang szóból)
- buta (but szóból)
- csavargó (ciovargan szóból)
- balta (balta szóból)

## Népességadatok
Az örménység mai lélekszáma 5,5 millióra tehető. Ebből kb. 3,5 millióan élnek az 1991-ben függetlenné vált anyaországban.
A kereszténység felvétele, Kr. u. 301 után az állandó üldözések miatt a védtelen lakosság egy része kivándorolt, így keletkeztek az örmény kolóniák. A legjelentősebb kolóniák napjainkban az Amerikai Egyesült Államok, Franciaország, Olaszország, Szíria, Irán, Egyiptom, Libanon és India területén találhatók.

## Történelem

### Őshaza
Az örmények őshazája a Kaukázustól délre, a Ván–Szeván–Urmia tavak háromszöge által közrefogott területen, s az Örmény-felföldön volt. Etnikai eredete az urartui arme és haj i. e. 15. századi törzsekre, valamint az i. e. 12. századi moszkhoszok népére vezethető vissza.

### A betelepedés előtti magyar–örmény kapcsolatok
A Kézai és a Thuróczi krónikák szerint honfoglaló eleinkkel is jöttek örmények a Kárpát-medencébe. II. Endre magyar király keresztes hadjárata során Örményországban járt, s András fiát majdnem meg is házasította II. Levon örmény király Zabel nevű lányával. Amikor a II. Endre hazatért, elképzelhető, hogy vele tartott egy kisebb örmény kolónia, akik aztán Esztergomban telepedhettek le (illetve csatlakozhattak a már itt élő örményekhez), az ő jelenlétüket ottani helynevek is bizonyítják. Ennek a kolóniának a vámmentes kereskedelmi jogait IV. Béla 1243-ban kelt oklevele megerősíti. A középkort követően kisebb szórványban az újkorban is éltek örmények hazánkban, azonban emléküket mára csak néhány örmény eredetű hely- és személynév őrzi.

### A betelepedés
Hagyományosan a betelepedés évének az örmények – bár előtte is utána is érkeztek a Kárpát-medencébe – 1672-t tartják. Apafi Mihály fejedelemtől ekkor letelepedési engedélyt és kiváltságokat nyertek.
A nagyobb arányú betelepülésre – Moldvából – a 18. század második felében került sor. Korábban keresztény vallásuk és a magas adóterhek miatt kerültek nehéz helyzetbe, de emiatt nem hagyták volna el a lakóhelyüket. 1671-ben a Gheorge Duca fejedelem elleni felkelésben örmény vezetők is részt vettek. A megtorlástól és a töröktől való félelem késztette őket, hogy Erdélybe települjenek át. Ennek viszonyait ismerték, az erdélyi fejedelmeknek gyakran tettek diplomáciai szolgálatokat. Az örmény hagyomány szerint az Erdélybe települt örmények, mintegy hatszáz család, a Bagratida királyok fővárosából, Aniból Animenekültek el. A határ melletti városokban telepedtek le: Csíkszépvíz, Gyergyószentmiklós, Marosfelfalu, Petele, Görgényszentimre, Kanta, Ebesfalva területére. Ez utóbbira azért, mert itt már élt örmény lakosság. a város kereskedelmi útvonalon fekszik, az erdélyi fejedelem garantálta a védelmet. Besztercén is megpróbálkoztak a letelepedéssel, de onnan a szász iparosok és kereskedők féltékenysége miatt Szamosújvárra kellett vándorolniuk.
Erdélyben – csekély létszámuk ellenére – a kereskedelem és ipar egynegyede örmény kézen van. Foglalkozásukat tekintve iparosok: szűcsök, tímárok és kereskedők. A bőrfeldolgozásban olyan szakmai tudásuk volt, hogy szinte az egész magyarországi piacot a kezükben tartották. Majdnem minden jelentősebb erdélyi városban lett boltjuk, vásárok idején sátorállítási joguk. A betelepedés után hat osztályát tartották számon az örmény kereskedőknek. A hierarchia csúcsán a gazdag marhakereskedők, a legalsó fokán a ládás kereskedők (kikidsárok) álltak. Az örmények felismerték a török kiűzése utáni nagy, üres alföldi puszták jelentőségét. Ezeket kibérelték, a Moldvában vásárolt olcsóbb jószágot itt feljavították, majd lábon hajtották Pestig, Bécsig, Varsóig, Gdańskig. Eljutottak Nürnberg és Augsburg piacaira is. A meggazdagodó kereskedők a kor divatjának megfelelően barokk stílusú emeletes házakat emeltek maguknak és templomokat is építtettek.

### Beilleszkedés a magyar társadalomba, az asszimiláció kezdetei
Mária Terézia idején már nemesi címet is tudtak vásárolni, mert a háborúk miatt kiürült a kincstár, viszont nyelvüket csak kevesen használták, mert így elszakadtak a kolóniától. 1760–60 között 13, 1760–63 között 38 örmény család vásárolt nemességet.
Később ez a folyamat folytatódott, 1780–1840 között 33 örmény vett kutyabőrt. Ezek a családok magyarosították neveiket (a családnév végén a -ffy szótag örmény szokás szerint valakinek a fiát jelenti), fiaik jogi, katonai (Kiss, Lázár, Czetz) vagy hivatali pályára (Jakabffy, Gorove) mentek. Hamarosan jelentős vármegyei tisztségekhez is juthattak. Torontálban a Gyertyánffyak, Dánielek, Krassó-Szörényben a Jakabffyak, Bács-Bodrog megyében a Karátsonyiak vezető pozíciókat töltöttek be. További nemesi családok: Balta, Bocsáncy, Bogdánffy, Buzáth, Cabdebo, Czárán, Csiky, Csomák, Dániel, Gajzágó, Gáspár, Gorove, Govrik, Hankovics, Hollósy, Issekutz, Kápri, Korbuly, Kövér, Kristóf, Lázárffy, Lengyel, Lukács, Markovits, Mály, Mártonffy, Novák, Papp, Pátrubán, Pattantyús-Ábrahám, Pászákász, Petráskó, Placsintár, Rátz, Vertán, Simay, Szarukán, Szentpétery, Terdik, Török, Vertán, Verzár, Vikol, Zakariás.
A 18. század végén Karátsony Deodatus és Jakabffy Kristóf a bécsi udvartól kérelmezte, hogy Arad közelében hozhasson létre egy Erzsébetváros mintájára működő örményvárost, de ebből semmi nem lett.
A legtöbb örmény család anyagilag megengedhette magának gyermekei taníttatását. Mivel általános volt körükben a gyermekek magas száma, azok, akik nem örökölték az apa egzisztenciáját közpályára kerültek. A középrétegek értelmiségi pályákra (ügyvéd, orvos) kerülve, illetve a helyi kereskedelemben pozícióikat megtartva elkezdtek szétszóródni Erdélyben és a Partiumban. Asszimilációjuk jelentősen megindult, anyanyelvükké a magyar vált. Gazdagabb társaik segélyegyletek, árvaházak alapításával, tanulmányi ösztöndíjakkal segítették a leszakadókat. Elmondhatjuk, hogy az örmény társadalom minden rétege integrálódott a magyar társadalomba.

### A19. századmagyar–örmény története
A 19. század közepén mintegy 12-15 ezerre tehetjük azoknak a számát, akik örmény identitással – anyanyelv, vallás, származás – rendelkeztek. Az 1848-as forradalmat megelőzően 57 örmény család kapott illetve vásárolt nemességet, akik a 19. század közepére gyakorlatilag integrálódtak a magyar nemességbe. Az 1848/49-es harcokban hetvennél több örmény származású tiszt és mintegy kétszáz fő közkatonaként vett részt a magyarok oldalán. Köztük volt Kiss Ernő és Lázár Vilmos, akik Aradon vértanúhalált haltak.
A szabadságharc leverését követő megtorlást és a Bach-rendszert hasonlóan élték meg, mint a kor tősgyökeres magyar nemessége. A kiegyezés után aztán az állami tisztségek betöltésére ugyanúgy lehetőséget kaptak. Talán származásuk miatt általában a mindenkori kormánypárt támogatói voltak. A 19. század utolsó harmadában, ahogy a magyarosodás útján is egyre előbbre haladtak, az örmény származású parlamenti képviselők és más befolyásos politikusok száma egyre nőtt (lásd pl. Erzsébetvárosi Lukács László m. kir. miniszterelnököt vagy Gajzágó Salamon kinevezett főrendet, a M. Kir. Állami Számvevőszék első elnökét). A gazdasági életben is részt vettek, de nem tudunk olyan családot, amely a nagyiparos társadalom vezető rétegébe került volna.

### A20. századsorsfordulói
Az 1915-ös törökországi örmény genocídiumot követően mintegy hetven keleti örmény menekültnek adott hazánk menedéket. Kezdetben nagy volt a kulturális különbség köztük és a magyar-örmények között, de a további generációk alatt már elhalványult mindez.
Az első világháborút lezáró trianoni békeszerződés az örményeket drasztikusan érintette. A földtulajdonosok birtokai jórészt a Romániához és Jugoszláviához csatolt területeken feküdtek, azonban sokukat társadalmi pozíciójuk, állásuk a fővároshoz kötötte, a határokon túlra került középosztálybeli családok a magyar államigazgatás az megszűnése miatt munkanélkülivé váltak. E két réteg tagjai jellemzően a megmaradt magyarországi területekre (elsősorban Budapestre) költöztek, s jelentős lecsúszást szenvedtek el a társadalmi ranglétrán. Nem jártak jobban az Erdélyben maradók sem: egyrészt az 1921-es romániai birtokreform alkalmával földterületeket vettek el tőlük, másrészt a városszerkezet átalakulásával (modernizáció, románok tömeges betelepítése) négy településük végképp elveszítette örmény jellegét.
A két világháború között Budapest vált a magyarországi örmények fő gyűjtőhelyévé, ahol mintegy 2000 örmény eredetű személyt tartottak ők maguk számon. 1920 áprilisában megalakult a Magyarországi Örmények Egyesülete, 1924-ben pedig a Ráday utca 11-13. szám alatt az Örmény Katolikus Egyházközség, valamint az Örmény-magyar Kereskedelmi Részvénytársaság. Foglalkozásukat tekintve sok volt köztük az értelmiségi: jogász, mérnök, orvos, tisztviselő, illetve (kis)kereskedő vagy iparos, jellemző örmény foglalkozás például a szőnyegkészítő.
A második világháború és az azt követő kommunista diktatúrák tovább rombolták az örménység társadalmi pozícióit. Volt, akit háborús bűnösként kivégeztek, de általában rossz idők következtek az „úri középosztályba” tartozó tisztségviselő, értelmiségi családokra. 1952-ben a többi egyesülettel egyidőben megszüntették az Magyarországi Örmények Egyesületét is. Később a kádári konszolidáció idejében, 1965-től a Magyar–Szovjet Baráti Társaság (az Örmény SZSZK is szovjet tagköztársaság) és a Hazafias Népfront keretein belül szerveződhetett újjá. Az egyházi közösség működése folyamatos maradt. E korszakban több keleti örmény család is hazánkba költözött Szovjet-Örményországból, akik általában kapcsolatot találtak a magyar-örményekkel.
A helyzet talán még ennél is rosszabb volt Erdélyben. Miután az északi terület másodszor is román uralom alá került, tömegesen hagyták el az országot a magyar-örmények. Volt aki meg sem állt Nyugat-Európáig, vagy Amerikáig, de a többség Magyarországra igyekezett. A kommunista hatóságok a közösségi és egyéni földbirtokokat valamint a városi örmények üzleteit, gyárait s egyéb ingatlanait elvették, és több esetben előfordult, hogy a „gazdag” örményekből a román titkosszolgálat verte ki, hogy „hova rejtették az aranyaikat”. Jellemző, hogy az alacsonyabb iskolai végzettségű örmény származású emberek maradtak helyben, illetve megindult egy lefelé irányuló társadalmi mobilitás: sok ügyvéd például nem praktizálhatott, és kénytelen volt alacsonyabb presztízsű állást keresni magának. A hajdani örmény települések elveszítették korábbi jellegüket és jelentőségüket, az örmény származású lakosok a nagyobb városokba költöztek. A kommunista rezsim alatt a civil szervezetek ellehetetlenítése miatt úgy Romániában, mint Magyarországon nem volt lehetőség a magyar-örmények összefogására.

### Napjaink
A rendszerváltást követően újjáéledt az örmény társasági, kulturális és vallási élet mindkét államban. A hazai örménység többsége mára csak alig jobban idegen, mint a teljesen asszimilálódott kunok vagy jászok. Az örményt már nem beszélik, a magyart tekintik anyanyelvüknek. Örménységük a magyarral rokon sorsú kis nép, és annak kultúrája iránti rokonszenvükben nyilvánul meg leginkább.  Az a néhány tucat örmény család, akik maguk, vagy őseik a 20. században kerültek el Örményországból, természetesen jobban kötődnek az örménységhez. Ápolják anyanyelvüket és szorosabb kapcsolatot tartanak fenn az „óhazával”. A rendszerváltás után az elsőként alakította meg az örménység a maga kisebbségi önkormányzatát, és több egyesület is alakult. Kulturális programokakkal: kiállításokkal, előadásokkal és nyelvtanfolyamokkal szeretnék az örmény hagyományokat ápolni és megismertetni.
Az 1990. évi népszámlálás során 37 fő vallotta magát örmény anyanyelvűnek. Az Armenia Népe Kulturális Egyesület 3,5 ezerre, az 1995-ben létrejött Országos Örmény Önkormányzat viszont már 10 ezer főre becsüli az örmény származásúak számát Magyarországon. 1994-ben mintegy 32 000 (!)ember adott le voksot a kisebbségi önkormányzati választásokon az örményekre. A több tízezer szimpátia-voksot feltehetően örmény származású, de magyar nemzetiségű állampolgárok adhatták le. Esetleg elképzelhető, hogy jó néhányan úgy gondolták, hogy a felsorolt kisebbségek közül nekik választani kell valamelyiket, vagy éppen egy kevésbé népszerű kisebbség ellen akarták leadni szavazatukat.
Első lapjuk 1995 óta a kétnyelvű, kéthetente megjelenő Ararát. 1997-ben megnyílt az Örmény Kulturális és Információs Központ.
Erdő Péter bíboros meghívására 2015. május 21-én Magyarországra érkezett XIX. Nerszész Péter örmény katolikus pátriárka, aki pünkösd előestéjén, május 23-án örmény rítusú szentmisét mutatott be Budapesten a Szent István-bazilikában. A magyar egyházi vezető a budapesti örmény katolikus közösség kezdeményezésére tett eleget a meghívásnak. Ez volt az első alkalom, hogy ilyen magas rangú örmény egyházi vezető látogatott Magyarországra.

## Örmény származású hírességek
- Aján Tamás, sport diplomata
- Avanesian Alex
- Azbej Tristan (geológus, politikus), Máltai lovag, a Hungary Helps program államtitkára
- Balabanian Hartioun (operatőr)
- Diramerján Onnig
- Dr. Issekutz Sarolta, Pro Minoritate díj
- Novák Ferenc (koreográfus), (Ávák) Kossuth díj, a nemzet művésze
- Patrubány Miklós (Choriban) (mérnök, politikus)
- Tigran vardanian, korcsolyabajnok, 2008

Az alábbi felsorolás elhunyt és elismert vagy díjazott örmény vagy örmény származású büszkeségeinket sorolja fel. https://bookline.hu/product/home.action?_v=Gudenus_Janos_Jozsef_Ormeny_eredetu_mag&type=20&id=66990
- Agárdy Gábor (Arkelian) (színművész), a Nemzet Színésze, Budapest díszpolgára
- Avedig István (Avedikina) (orvos) szemész, a szegények orvosa, utcát neveztek el róla Bécsben és Budapesten
- Ávedik Félix (jogász, armenológus)
- Barcsay Jenő Cabdebo ágon) (festő), Kossuth díj, Magyar Örökség díj, érdemes művész
- Bánffy György (színművész) (Buzáth ágon), Kossuth díj, Magyar Örökség díj, érdemes és kiváló művész
- Bányai Elemér (újságíró)
- Czárán Gyula (barlangász), a "magyar turizmus atyja", elneveztek róla barlangot, turistautat
- Csergezán Pál (festő)
- Csiky Gergely (Verzár ágon) (író), 33 mű írója, a kaposvári színház Csiky Gergely Színház (Kaposvár) névadója
- Csiky József Dr. (belgyógyász) egyetemi tanár Debrecen. A debreceni Ápoló és védőnőképző Intézet alapítója
- Czetz János 1848/1849 szabadságharcban honvédtábornok
- Csausz Márton Dr. (orvos) a Semmelweis Egyetem első dékánja
- Dániel Elemér Dr. (orvos) traumatológus, Baleseti Intézet, a Traumatológia jegyzet írója
- Dániel Ernő (Thoros, Thoderas) (kereskedelmi miniszter)
- Dániel Ernő (zongoraművész), (Thoros, Thoderas) az Amerikai Liszt Társaság elnöke
- Dániel László (Thoros, Thoderas) huszárkapitány 1848, országgyűlési képviselő
- Dajbukát Ilona (operaénekesnő)
- Fáy Szeréna (Lukács ágon), a Nemzeti Színház örökös tagja 1865.
- Gajzágó Salamon (Gagh-Sako) (1848-as hadnagy), OGY. alelnöke, 1870-1892 között Állami Számvevőszék elnöke
- Gopcsa László (tanügyi, jogi író, armenologus)
- Gorove István (az Osztrák–Magyar Monarchia minisztere)
- Gross Arnold (Kovrig ágon) (grafikus) Kossuth díj
- Gyulai Líviusz (grafikus)
- Hollósy Kornélia (született: Korbuly) (opera-énekesnő, a Bánk bán ősbemutatóján Melindát énekli)
- Hollósy Simon (született: Korbuly) (festőművész, a nagybányai festőiskola megalapítója)
- Issekutz Béla Dr. (farmakológus) (Isako), az első Gyógyszerkönyv szerkesztője
- Jakabffy Ferenc (Hagopian) (építész),  Szent István Bazilika
- Jankovics Marcell (filmrendező) (Lukács vagy Markovits ágon) (Író, grafikus, illusztrátor)Cannes Arany Pálma díj, Magyar köztársaság érdemrend középkeresztje
- Kabdebó Lóránt (bölcsész), Miskolc díszpolgára
- Kacsóh Pongrác (Khatchoh) (zeneszerző) többek közt a János vitéz szerzője
- Karátsonyi Guido (kamarás, titkos tanácsos), Solymár, Pilisvörösvár díszpolgára
- Karátsonyi Jenő (kamarás, műgyűjtő). 1927 megszervezi a Magyar Máltai Lovagok szövetségét.
- Kiss Ernő (honvéd altábornagy, aradi vértanú)
- Kasza László, Dr. Prof. (orvos, orvosíró) Marosvásárhely
- Kocsár László, Dr. Prof (orvos, kutató orvos) MTA tagja
- Kocsár Miklós (zeneszerző) Kossuth díj, a Nemzet Művésze, A Magyar Érdemrend középkeresztje, a Nemzet Művésze
- Korbuly János (gépészmérnök) Kossuth díj, a Csepeli Weiss Manfréd Acél- és Fémművek innovátora
- Korbuly József (gépészmérnök), 1900. Párizsi Expo díjazottja
- Lászlóffy Aladár (Vásilina) (író), Kossuth díj,  Magyar Köztársaság tisztikeresztje
- Lászlóffy Csaba (Vásilian) (író), József Attila díj, Magyar Köztársaság Lovagkeresztje
- Lázár Vilmos (honvéd ezredes), aradi vértanú
- Lukács Béla (Lukasian) (politikus) miniszter, kormánybiztos, államtitkár
- Lukács László (politikus), pénzügyminiszter, miniszterelnök
- Mály Gerő (filmszínész), komikus
- Merza Gyula Dr. (orvos, armenológus) 1903. Szent Szilveszter Lovagrend
- Moldován Stefánia (opera-énekesnő (drámai szoprán), Liszt Ferenc-díjas, a XIII. kerület díszpolgára
- Murádin László (Muratin) (nyelvész), Magyar Érdemrend Lovagkeresztje
- Patrubány Gergely (Choriban) Dr. (orvos) Budapest tiszti főorvosa
- Petelei István (Korbuly ágon) (író), az erdélyi irodalom szervezője
- dr. Papp Antal György (politikus) miniszterelnökségi pénzügyi államtitkár
- Papp János (gépészmérnök), MÁV-igazgató, minisztériumi tanácsos
- dr. Papp Remig Antal (id.) (építész)
- Pongrátz Gergely, (Markovits ágon) (forradalmár), 1956. a Corvin-köz főparancsnoka
- Simay Gergely (Simávon) (armenológus), kiharcolta az örmény katolikus vallás egyenjogúságát
- Szongott Kristóf (armenológus, a szamosújvári Örmény Múzeum alapítója, munkái napjainkig alapvetőek
- Tarján Tamás (szül: Hovhannesian) (irodalomtörténész), József Attila díj, Magyar Köztársaság Lovagkeresztje
- Vákár Tibor (építész), Ybl díj, Budapest díj, Magyar Köztársaság Érdemrend kiskereszt
- Várterész Miklós Dr. (orvos) sugárbiológus, kandidátus. Az első magyar Sugárbiológia könyve szerzője. Az OSSKI Országos Frédéric Joliot-Curie Sugárbiológiai és Sugáregészségügyi Kutató Intézet létrehozója.
- Vertán Endre, író, Országgyűlési képviselő
- Vertán Péter, Belügyi tanácsos, a Vaskoronarend tagja
- Verzár Frigyes Dr. Prof. (orvos) az Élettan Professzora Debrecenben
- Verzár Gyula Dr. (orvos) fül-orr-gégész, a sebkezelés egyik úttörője
- Voith Márton (Lászlóffy vagy Korbuly ágon) (kohómérnök), 1992. Akadémiai díj, 1979. Munka Érdemrend bronz fokozata